# マグダラのマリアの被昇天
『マグダラのマリアの被昇天』（マグダラのマリアのひしょうてん、西: Asunción de la Magdalena、英: The Assumption of Mary Magdalene）は、17世紀スペイン・バロック期の巨匠ホセ・デ・リベーラが1636年にキャンバス上に油彩で描いた絵画である。現在、マドリードの王立サン・フェルナンド美術アカデミーに所蔵されている。 

## 主題
本作の主題であるマグダラのマリアは、福音書においてはイエス・キリストの磔刑、埋葬と復活 (キリスト教) に立ち会った女性として登場する。しかし、後世において彼女は「ルカによる福音書」中の罪深い女性とベタニアのマリアという2人の女性と同一視された。そして回心し、悔い改めた娼婦というイメージはエジプトのマリアという別の聖人の伝記から借用されたもので、10世紀ごろに成立した。彼女がキリストの死後、南フランスのマルセイユ郊外の洞窟に隠遁し、禁欲的な苦行の生活を送ったという伝承も12世紀以降に付け加えられ、広く知られるようになった。中世において、彼女はイエスの足に香油を塗って自分の髪の毛で拭う姿が主に表されたが、対抗宗教改革以降のカトリック諸国では、悔悛の祈りを捧げる彼女の敬虔な姿がとりわけ好まれた。

## 作品
本作は、リベーラがナポリで保持していたスペイン人たちとの交流と関連する作品である。おそらく、1635年にリベーラの庇護者の1人であったナポリ副王マヌエル・デ・アセベド・イ・スニガにより依頼された。作品はリベーラの画業第二期に属すもので、第一期の自然主義とキアロスクーロの対比を放棄している。この新しい様式では、光と色彩が画面に表現主義的性格を与える厚塗りの筆致とともに主役となっている。
本作は、リベーラのバロック様式の最も見事な作例の1つと見なされている。かつてはエル・エスコリアル修道院に掛けられ、『金の額縁に入った縦の長さ3バーラと4分の1のマグダラのマリア』として1700年の目録に登場する。リベーラはマグダラのマリアの美しさ、彼女への称賛を強調しようとしたが、作品は対抗宗教改革に支配された時代の悔悛の秘蹟の最も重要な象徴の1つとなっている。
画面の中央には、ぼろの衣服と赤い外套を纏ったマグダラのマリアが表されている。両手を悔悛の印として胸に当て、視線を天の方に向けている。彼女を昇天させる一群の天使たちが周囲を飛翔している。左側にいる天使は、メメント・モリ (死を想え) の主題を想起させる髑髏を持っている。ヤコブス・デ・ウォラギネの『黄金伝説 (聖人伝)』にしたがえば、遠景にはマルセイユの海岸と解釈される景色が表されているが、今日では1616年からリベーラが居住していたナポリの湾岸であると判明している。
構図は画面に力学を与える対角線により強調されているが、マグダラのマリアの手の仕草により達成されている精神性を損なってはいない。